# Complément au Voyage vers l'Ouest de Wu Cheng'en
Complément au Voyage vers l'Ouest de Wu Cheng'en (en chinois : 西遊補, pinyin : Xiyoubu) est un roman de Dong Yue publié vers 1640. Comme son nom l'indique, il complète La Pérégrination vers l'Ouest de Wu Cheng'en et se déroule entre la fin du chapitre 61 et le début du chapitre 62.
Dans le récit, le Roi singe est piégé dans un monde onirique par le démon-poisson Qing, une incarnation du désir, qui souhaite manger son maître, le moine Tang Sanzang. Il erre d'une aventure à l'autre, utilisant une tour magique composée de miroirs et une porte de jade pour voyager à différents moments dans le temps. Arrivé à l'époque de la dynastie Qin, il se déguise en Yu Miaoyi, la concubine de Xiang Yu, afin de localiser une arme magique nécessaire à sa quête en Inde. Durant la dynastie Song, il remplace le roi Yama en tant que juge de l'enfer. Après son retour sous la dynastie Tang, il découvre que Tang Sanzang a pris femme et est devenu un général chargé d'anéantir le désir. En fin de compte, le Roi singe participe malgré lui à une grande guerre entre tous les royaumes du monde, au cours de laquelle il affronte l'un de ses propres fils sur le champ de bataille. Il finit par se réveiller à temps pour tuer le démon, se libérant ainsi du désir.
À la fin du roman, l'auteur énumère douze questions hypothétiques qu'un lecteur pourrait se poser et y répond. Par exemple, il explique que la raison pour laquelle il a écrit le Complément est parce qu'il voulait que le Roi singe affronte un adversaire, en l'occurrence le désir, qu'il ne pouvait pas vaincre uniquement par la force. Il explique également pourquoi il a attendu pour révéler le monstre à la fin du roman, pourquoi le Roi singe prend la place du roi Yama et les particularités du voyage dans le temps dans le monde des rêves.
Il y a un débat entre les chercheurs sur la date à laquelle le livre a été réellement publié. Une école de pensée privilégie une interprétation politique qui se prête à une publication ultérieure après la fondation de la dynastie Qing (1644-1911). La seconde privilégie une interprétation religieuse qui se prête à une publication antérieure à la fin de la dynastie Ming (1368–1644). Les preuves en faveur de la première incluent des références à la puanteur des « Tartares » voisins, une allusion possible aux Mandchous qui fonderaient finalement la dynastie Qing en Chine. Les preuves en faveur de cette dernière incluent des références aux sutras bouddhistes, à la suppression du désir et à l'absence de déclarations politiques « déplorant le sort du pays ». Le roman peut finalement être lié aux Ming car un poème du milieu du XVIIe siècle le date de l'année 1640.
Il s'inspire largement des contes des dynasties Yuan et Ming, ainsi que du classique Les Trois Royaumes.

## Résumé
Durant le combat avec le Rakshasa à l'éventail de fer, le Roi singe se transforme en insecte et pénètre dans son estomac. Il la force à lui donner l'éventail magique dont il a besoin pour apaiser la montagne de feu qui bloque leur chemin vers l'Inde. Cependant, alors qu'il est dans son ventre, il est excité par la passion. Cela devient une faille dans son armure émotionnelle et spirituelle, car il est par ailleurs sans faiblesse. C'est des mois après que les pèlerins aient contourné la montagne qu'il devient la proie de la magie du démon-poisson Qing, une incarnation du désir. Le démon utilise ses pouvoirs d'illusion pour le piéger dans un monde onirique afin que rien ne l'empêche de manger le prêtre Tang. L'histoire à partir de ce point se lit de manière décousue car le monde des rêves n'adhère pas aux règles du monde physique.
Alors qu'il est en mission pour trouver de la nourriture, le Roi singe tombe sur une grande ville arborant la bannière « Le nouveau Fils du Ciel du Grand Tang, l'Empereur de la Restauration, trente-huitième successeur de Taizong ». Cela lui semble étrange car c'est Taizong qui les avait initialement envoyés récupérer les écritures bouddhistes en Inde. Cela signifie que soit le voyage des pèlerins a duré des centaines d'années, soit la ville est fausse. Il s'envole vers le ciel pour en savoir plus sur le Grand Tang, mais découvre que les portes sont verrouillées parce qu'un singe imposteur a dérobé le Palais des Brumes Magiques.
La situation devient encore plus étrange lorsqu'il retourne en ville et apprend que le roi a envoyé quelqu'un pour inviter le prêtre Tang à devenir général de son armée. Mais lorsque le Roi singe tente d'intercepter le messager, la personne est introuvable et il tombe sur des hommes mortels volant sur des nuages magiques, attaquant les fondations du ciel avec des lances et des haches. D'eux, il apprend que le Petit Roi de la Lune (小月王), le souverain du royaume voisin de la Grande Compassion, a érigé un grand mur de bronze et un filet à mailles fines pour bloquer le chemin du Roi singe vers l'Inde. Mais parce qu'il se sent désolé pour le prêtre Tang, le Petit Roi de la Lune a forcé les hommes à creuser un trou dans le firmament du ciel afin que Tang Sanzang puisse sauter du paradis taoïste au paradis bouddhiste pour accomplir sa mission. Au cours du processus, les hommes ont accidentellement fait tomber le Palais des Brumes Magiques sur terre (la raison pour laquelle le Ciel lui en a imputé la faute).
Le Roi singe se rend au Monde Vert Émeraude, la ville impériale du Petit Roi de la Lune, pour chercher son maître, mais est empêché d'entrer une fois à l'intérieur de la porte principale. Lorsqu'il utilise sa grande force pour briser le mur, il tombe dans une tour magique de miroirs, portes vers différents points de l'histoire et d'autres univers. Il se rend dans le « Monde des Anciens » (la dynastie Qin) en perçant un miroir en bronze. Il se déguise en Belle Dame Yu (en), concubine du roi Xiang Yu de Chu, afin de récupérer une « cloche magique qui enlève la montagne » du premier empereur Qin afin qu'il puisse l'utiliser pour dégager le chemin du groupe vers l'Inde de tout obstacle. Mais l Roi singe apprend plus tard que l'Empereur de jade avait banni l'empereur dans le « Monde de l'Oubli », qui se trouve au-delà du « Monde du Futur ». Xiang Yu l'emmène dans un village abritant un ensemble de portes de Jade menant au monde du futur. Le Roi singe saute et voyage des centaines d'années dans le temps jusqu'à la dynastie Song.

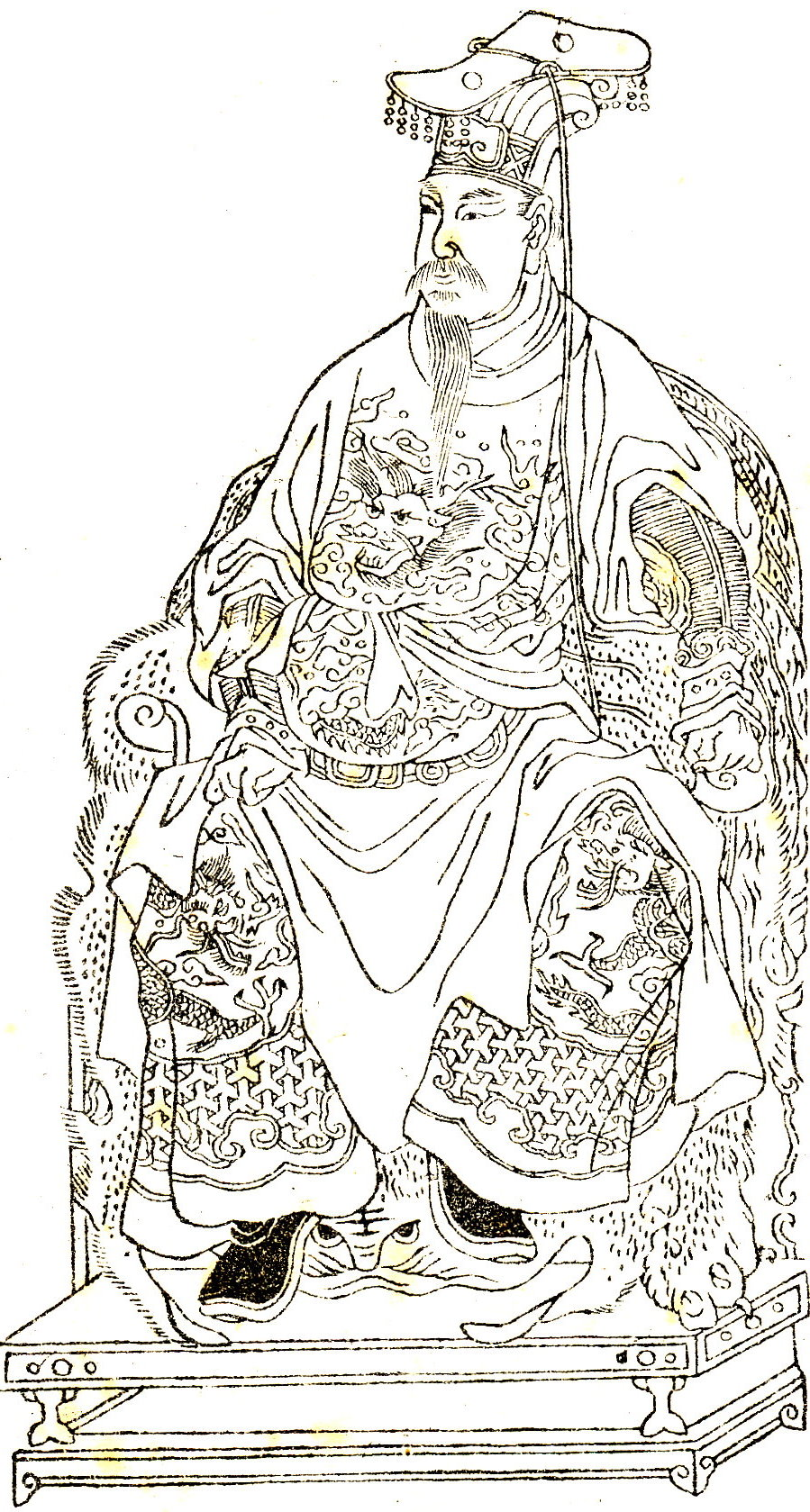
Un portrait idéalisée de Yue Fei portant un costume impérial (gravure sur bois).

Après avoir repris sa forme normale, des diables juniors apparaissent et lui disent que le roi Yama est récemment décédé des suites d'une maladie et qu'il doit prendre sa place en tant que juge des morts jusqu'à ce qu'un remplaçant approprié puisse être trouvé. Il finit par juger du sort du Premier ministre Qin Hui, récemment décédé. Il le soumet à une série d'horribles tortures, après quoi un démon utilise son souffle magique pour ramener son corps brisé à sa forme appropriée. Il envoie finalement un démon au ciel pour récupérer une puissante gourde magique qui aspire tous ceux qui parlent devant elle et les fait fondre dans un ragoût sanglant. Il l'utilise pour la punition finale de Qin. Pendant ce temps, il invite le fantôme de Yue Fei, la victime de Qin, aux enfers et le prend comme troisième maître. Il divertit Yue jusqu'à ce que Qin soit réduit en liquide et offre au général une tasse de « vin de sang » du Premier ministre. Yue, cependant, refuse au motif que le boire souillerait son âme. Le Roi singe fait ensuite une expérience où il fait boire du vin à un jeune diable. Quelque temps plus tard, le diable, apparemment sous l'influence maléfique du vin de sang, assassine son professeur religieux personnel et s'échappe par la « porte des fantômes », vraisemblablement pour renaître dans une autre existence. Yue Fei prend alors congé pour retourner dans sa demeure céleste. Le Roi singe l'envoie avec une immense démonstration de respect en faisant se prosterner les millions d'habitants du monde souterrain devant lui.
Après avoir quitté les enfers, le Roi singe est capable de retourner à la tour de miroirs avec l'aide du Nouvel Ancien, un homme piégé dans le monde du futur depuis des siècles. Cependant, lorsqu'il tente de sortir de la tour par une fenêtre, il se retrouve empêtré dans des fils rouges (représentation du désir). Il devient tellement inquiet que son propre esprit quitte son corps et, sous l'apparence d'un vieil homme, rompt les fils. Il découvre plus tard auprès d'un immortel taoïste local que l'empereur Qin a prêté la cloche pour apaiser la montagne de fer au fondateur de la dynastie Han, son ancien ennemi. De plus, il apprend que le prêtre Tang a renoncé au voyage en Inde et a renvoyé ses autres disciples Zhu Bajie et Sha Wujing, a pris femme et accepté le poste de général de l'armée de l'imposteur le Grand Tang. Tang Sanzang commence à rassembler une immense armée pour combattre les forces du désir dirigées par le roi Paramita (Perfection), l'un des cinq fils du Roi singe né de la dame à l'éventail de fer. Le Roi singe est finalement nommé général junior et affronte son fils au combat. La confusion s'installe et les armées en conflit attaquent à la fois leurs amis et leurs ennemis. Ce choc amène le Roi singe à se réveiller lentement du rêve.
Quelque part entre le monde des rêves et le monde de la réalité, il apprend du Maître désincarné du Vide qu'il a été ensorcelé par le démon-poisson Qing. Le Roi singe et le démon ont un lien car ils sont nés en même temps des mêmes énergies primordiales au début des temps. La seule différence est que l'énergie positive Yang du Roi singe est compensée par l'énergie négative Yin du démon, bien plus puissante. Le démon est en effet l'incarnation physique des désirs du Roi singe. Lorsqu'il se réveille enfin, après avoir rêvé toute l'aventure en quelques secondes seulement, il découvre que le démon s'est infiltré dans la suite du prêtre Tang en prenant la forme d'un jeune et beau moine bouddhiste. Le Roi singe le tue instantanément avec son bâton de Bon-Plaisir Cerclé d'Or, tuant ainsi son désir. Il explique tout ce qui s'est passé et le prêtre Tang le félicite pour ses grands efforts.

## Questions et réponses
À la fin du roman, l'auteur énumère douze questions hypothétiques qu'un lecteur pourrait se poser et y répond. Certaines des réponses sont de nature très similaire et sont parfois contradictoires :
- Est-ce qu'un complément était nécessaire puisque le roman original ne semblait pas incomplet ? Il a été écrit pour que le Roi singe fasse face à un ennemi, en l'occurrence le désir, qu'il ne peut pas vaincre uniquement par la force. En éprouvant le désir, il apprend à s'en séparer, contribuant ainsi à provoquer la véritable illumination.
- Pourquoi le Roi singe fait face à un seul ennemi qui le trompe avec la magie, au lieu de plusieurs qui veulent manger le prêtre Tang ? L'auteur répond à cette question par une citation du philosophe Mencius : « Il n'y a pas de meilleure façon d'apprendre que de chercher son propre cœur égaré[5] ».
- Pourquoi Dong attend la fin du roman pour révéler le vrai visage du monstre, au lieu de le faire dans le titre de l'un des chapitres comme dans l'original ? Car le désir est informe et sans son, ce qui signifie que les gens peuvent en être affectés sans le savoir. Par conséquent, le démon-poisson Qing est présent tout au long du livre.
- Comment est-il possible que l'esprit de Qin Hui, qui vivait sous les Song, se trouve sous la dynastie Tang ? Dong souligne que tout est possible dans un rêve.
- Pourquoi le Roi singe prend la place du redoutable roi Yama ? Il explique qu'une personne qui voyage vers le futur doit s'enhardir face à l'adversité[6]. En tuant les six voleurs, en torturant Qin et en honorant Yue, le Roi singe est capable de se libérer du pouvoir du démon-poisson Qing.
- Pourquoi le prêtre Tang devient général ? Pour anéantir les forces du désir.
- Pourquoi le prêtre Tang pleure lorsqu'une jeune fille joue du pipa[7] ? Dong cite le principe bouddhiste selon lequel le chagrin est la source du désir.
- Comment est-il possible pour le Roi singe d'avoir une femme et des enfants ? Car le livre est seulement un rêve.
- Pourquoi une bataille chaotique éclate entre les cinq armées après que le Roi singe s'est échappé de l'intérieur du démon-poisson Qing ? Parce que l'accumulation du désir atteint son point de rupture. Cela peut être comparé à un réveil forcé pendant la pire partie d'un cauchemar.
- Comment le Roi singe peut s'échapper au monde des rêves uniquement en participant au combat ? Car le combat est la façon dont il tue son désir.
- Est-il possible de percer des trous dans le ciel comme le font les hommes volants ? Il n'y a pas de réponse directe à cette question. L'auteur déclare que le Roi singe n'aurait pas pu être piégé à l'intérieur du démon-poisson Qing sans rencontrer ces hommes.
- Pourquoi le démon-poisson Qing est décrit comme étant jeune et beau ? Car ce sont les qualités que le désir a acquises depuis la nuit des temps[8].

## Datations proposées

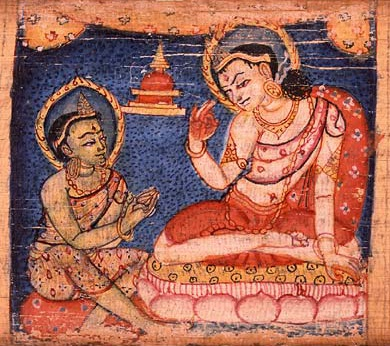
Sudhana apprend auprès de l'un des cinquante-deux enseignants tout au long de son voyage vers l'illumination (manuscrit sanskrit, 11-12ème siècle).

Il y a un débat entre les chercheurs sur la date à laquelle le livre a été réellement publié. Une école de pensée privilégie une interprétation politique qui se prête à une publication ultérieure après la fondation de la dynastie Qing (1644-1911). La seconde privilégie une interprétation religieuse qui se prête à une publication antérieure à la fin de la dynastie Ming (1368-1644).
Les partisans de l'interprétation politique considèrent le qing (情, désir) du démon-poisson Qing comme une allusion au qing (清, pur) de la dynastie Qing (清朝). Les traducteurs anglais du livre, qui semblent neutres dans le débat, soulignent trois choses qui peuvent soutenir ce point de vue : Premièrement, la raison pour laquelle Dong a inclus Qin Hui dans l'histoire pourrait être parce que le Premier ministre a historiquement trahi les Song pour rejoindre la dynastie Jin dirigée par les Jürchens. Des siècles plus tard, le chef mandchou Nurhachi, ancêtre des Jürchens, fonda la dynastie des Jin postérieurs en 1616. Cette dynastie fut plus tard rebaptisée « Dynastie Qing » en 1636. Ainsi, même si le livre fut publié avant la chute de la dynastie Ming en 1644, le démon-poisson Qing pourrait en effet être considéré comme une analogie avec les Qing. Deuxièmement, le Roi singe est offensé par une odeur créée par les Tartares « juste à côté ». Puisque les Mandchous résidaient « à côté » du nord de la Chine, l'idée d'une invasion était peut-être dans l'esprit de Dong pendant qu'il écrivait le livre. Troisièmement, Dong a peut-être ridiculisé l'inaction des Ming face à une invasion imminente des Mandchous lorsque le Nouvel Ancien dit au Roi singe que son corps prendra la puanteur des barbares s'il reste trop longtemps. Les partisans qui favorisent l'interprétation politique incluent les universitaires Xu Fuming et Liu Dajie.
Les partisans de l'interprétation religieuse préfèrent prendre le démon-poisson Qing pour ce qu'il est, une incarnation du désir. L'auteur Dong Yue est connu pour avoir été aliéné par le dénigrement du désir par le bouddhisme, et donc la position du prêtre Tang en tant que général du « meurtre des Qing » est simplement une satire dirigée contre cette religion. Madeline Chu pense que la répétition constante de la couleur verte (青, qing) – villes vertes, tours vertes, robes vertes, etc. – est une analogie avec les émotions humaines. Elle souligne également que les caractères chinois utilisés pour épeler le Petit Roi de la Lune (小月王) sont visuellement similaires aux trois caractères qui composent le désir (情) (Chu 1997 page 9. Les traducteurs anglais notent que la Tour physique des Myriades de Miroirs rappelle le conte bouddhiste Avataṃsaka sūtra dans lequel le bodhisattva Maitreya crée un univers autonome à l'intérieur d'une tour afin de provoquer l'illumination de Sudhana, disciple de Guanyin. Par conséquent, le Roi singe est comme Sudhana car les événements qu'il vit à l'intérieur de la tour conduisent finalement à son illumination.
Il existe d’autres raisons de pencher pour une publication sous les Ming. L'érudit Lu Xun écrit : « En fait, le livre contient plus de travail de recherche sur la mode Ming que de lamentations sur le sort du pays, et je soupçonne qu'il a été écrit avant la fin de la dynastie [Ming] ». Plus important encore, il existe une édition sur bois du roman qui a été imprimée pendant le règne de l'empereur Chongzhen (1628-1644). La préface est datée de l'« année xinsi », que Madeline Chu croit être l'année 1641. De plus, une note apparaissant dans le poème « Pensées diverses » (1650) commente que l'auteur Dong Yue « a complété La Pérégrination vers l'Ouest il y a dix ans », ce qui date l'écriture du roman à 1640.

## Influences

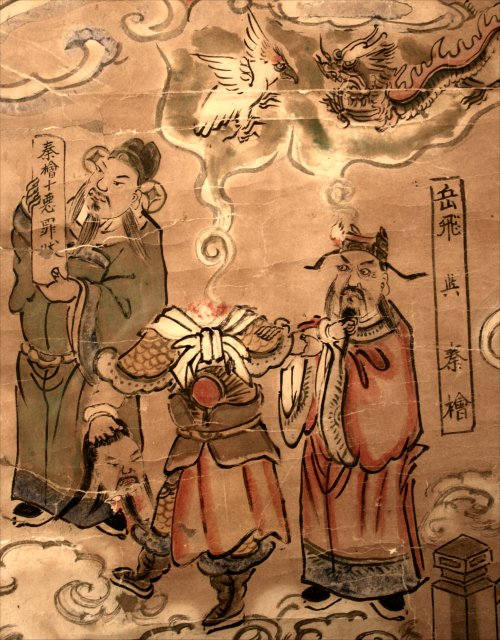
Le fantôme sans tête de Yue Fei affrontant en enfer l'esprit de Qin Hui récemment décédé. (Rouleaux des enfers XIXème siècle).

L'épisode du Complément sur la torture de Qin Hui en enfer comporte de nombreux éléments qui sont apparus dans la littérature antérieure. L'idée de quelqu'un servant le roi de l'enfer a été mentionnée pour la première fois dans un recueil de traditions orales appelé Contes populaires des Chroniques des Trois Royaumes (三国志评话), l'ancêtre littéraire des Les Trois Royaumes. Il s'agissait de l'une des cinq compilations de ce type imprimées dans la série Pinghua (新刊全相评话), nouvellement publiée et entièrement illustrée pendant le règne de l'empereur Yingzhong (1321-1323). Il a ensuite été popularisé dans Histoires anciennes et nouvelles (en) de Feng Menglong (古今小说, 1620), une collection d'œuvres originales et de traditions orales antérieures. Le conte intitulé « Sima Mao perturbe l'ordre dans le monde souterrain et siège en jugement » parle d'un pauvre érudit de la dynastie Han nommé Sima Mao qui est constamment écarté des promotions à divers postes gouvernementaux au profit d'hommes riches qui paient des pots-de-vin. Sima écrit un poème critiquant la hiérarchie céleste et prétend qu'il pourrait faire un meilleur travail pour réparer les torts que le roi de l'enfer. L'Empereur de jade souhaite dans un premier temps punir Sima pour son blasphème, mais l'incarnation de la planète Vénus le convainc de laisser l'érudit agir à la place du roi de l'enfer pendant douze heures pour tester sa valeur. Sima reçoit le trône de Yama sous la condition qu'il connaîtra du succès dans sa prochaine vie s'il résout les affaires en attente les plus difficiles, mais qu'il sera damné de ne jamais pouvoir renaître dans le monde humain s'il échoue. Il juge quatre affaires impliquant des personnages célèbres de la dynastie Han - Han Xin (en), Peng Yue (en), Liu Bang, etc. - et rend des verdicts sages. Grâce à son grand acte, Sima et sa femme naissent riches dans leur prochaine vie.
Des parties de l'histoire traitant du châtiment de Yue Fei sont apparues à l'origine dans plusieurs compilations de récits, y compris l'ouvrage du XVe siècle Recueil imitatif d'histoires (小品集), et dans une première biographie folklorique sur le général intitulée Restauration de la Grande Dynastie Song : L'Histoire du roi Yue (大宋中興岳王傳, vers 1552). Feng Menlong a ensuite utilisé de tels contes oraux lorsqu'il a adapté l'histoire susmentionnée sur Sima Mao pour écrire « Humu Di entonne des poèmes et visite le monde souterrain », qui a été inclus dans son recueil. Il s'agit d'un pauvre érudit de la dynastie Yuan nommé Humu Di (胡母迪) qui ne parvient pas à obtenir un poste gouvernemental parce qu'il ne réussit pas les examens impériaux. Après une beuverie, Humu écrit une série de poèmes critiquant le ciel de ne pas punir les méchants hommes et déclare qu'il torturerait Qin Hui pour le meurtre de Yue Fei s'il était le roi de l'enfer. Pour ses remarques irrévérencieuses, l'âme de Humu est entraînée dans le monde souterrain chinois du Diyu où le roi Yama ordonne à un responsable du monde souterrain d'emmener Humu visiter les différentes tortures de l'enfer afin d'être témoin direct du résultat du châtiment karmique. Les deux premiers arrivent dans l'enfer personnel de Qin Hui où ses punitions sont similaires à celles mentionnées dans le Complément. Son corps détruit est ramené à sa forme appropriée par un « vent tourbillonnant sinistre » après que chaque punition ait été mesurée. Le responsable explique qu'après trois ans de torture continue, Qin renaîtra sur terre sous la forme de toutes sortes d'animaux, y compris des porcs, qui seront abattus et mangés jusqu'à la fin des temps. Les deux assistent ensuite aux tortures d'autres méchants hommes avant de retourner au palais de Yama. Après avoir pris le thé avec les âmes des hommes justes attendant leur renaissance, Yama renvoie Humu dans le monde des vivants, satisfait que la hiérarchie céleste fasse son travail. Humu devient fonctionnaire de l'enfer à sa mort des années plus tard.

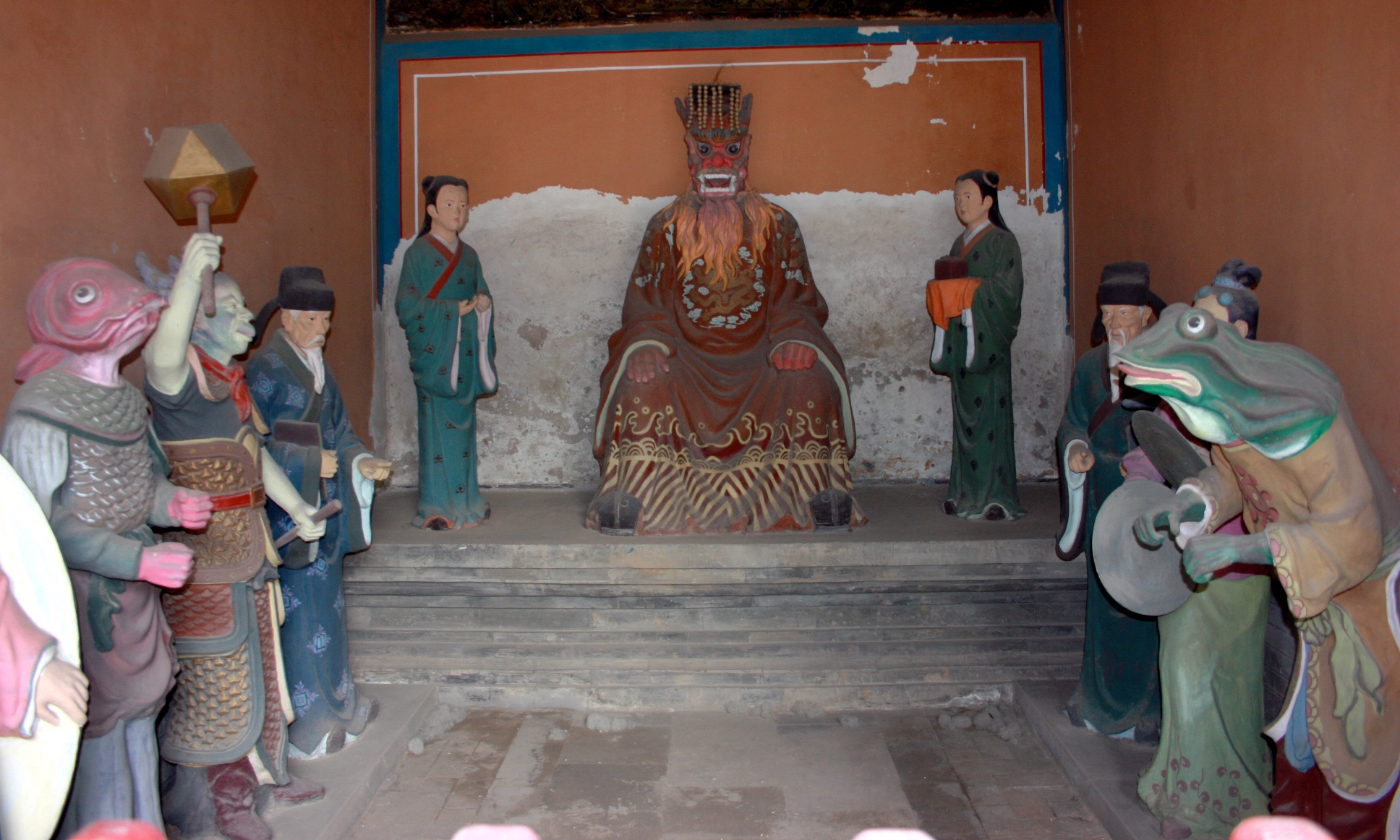
Statues du temple du Pic Oriental représentant le « ministère des dieux de la pluie ».

Une version modifiée de l'ancien conte apparaît dans la biographie folklorique ultérieure de Yue Fei, L'Histoire de Yue Fei (1684). Cette histoire parle d'un érudit riche et ivre de la dynastie Song nommé Hu Di (胡迪) qui écrit un poème blasphématoire et est lui-même traîné en enfer pour ses remarques sur le roi Yama. Il fait une tournée et assiste au châtiment de Qin Hui, récemment décédé, qui comprend les mêmes tortures et renaissances karmiques sans fin que les animaux. Le corps endommagé de Qin est, à nouveau, remis dans sa forme appropriée par un vent magique. Hu retourne au palais de Yama convaincu qu'il a été trop prompt à juger les voies du paradis et de l'enfer. Yama permet à Hu de rédiger des accusations formelles contre Qin et sa famille. Pendant ce temps, d'une manière similaire au Complément, l'âme de Yue Fei est amenée en enfer. Il apprend que la raison pour laquelle il a subi une mort prématurée est qu'il est allé à l'encontre des voies du ciel dans sa vie antérieure. Qin Hui est ensuite amené devant Yue pour être sommairement battu avec des barres de fer pour les accusations portées contre lui. Après avoir chassé le général de l'enfer, le roi Yama ordonne à un démon de ramener rapidement l'âme de Hu dans le monde des vivants afin d'éviter que son corps terrestre ne se décompose. Il mène une vie de charité et meurt à 90 ans.
L'histoire de la torture de Qin en enfer est si bien connue que le temple taoïste du Pic Oriental, célèbre pour ses représentations statuaires de la hiérarchie céleste, possède une petite salle dédiée à Yue Fei dans laquelle une représentation de l'ancien Premier ministre est conduite aux enfers par un démon. Il est également important de noter que le fantôme sans tête de Yue Fei est un élément important des manuscrits religieux chinois de l'enfer.

## Édition et traduction
- Dong Yuè, Xīyóu bǔ, Édition Guang Dong Ren Min, 1981
- Dong Yue, Complément au voyage vers l’Ouest de Wu Cheng’en, texte traduit et annoté par André Segarra et Xiong Hang, Éditions You Feng, Collection « Édition Bilingue », Paris, 2010.